# Camí del Mas de Gassot
El Camí del Mas de Gassot és un camí del terme de Reus, al Baix Camp
És a la partida de Monterols. Arrenca a la carretera d'Alcolea, o de Falset, vora el Mas de Gassot, mas desaparegut i on ara hi ha una indústria, i va paral·lel durant un temps amb el barranc del Mas de Gassot. Pren una direcció nord-oest i travessa la via del tren per un petit pontet. S'encreua amb el camí de Riudoms a Castellvell, travessa el barranc del Tecu sota el Mas de la Victòria i d'allà en amunt s'enfila per la part nord de la partida de Monterols fins al Mas de la Campana. Fins al Mas de la Victòria coincideix en alguns trams amb el camí dels Cinc Camins, que per aquesta zona es perd.